# 馬瑟韋爾和威蕭 (英國國會選區)
馬瑟韋爾和威蕭（英語：Motherwell and Wishaw），英國國會蘇格蘭一自治市選區，包括北拉納克郡一部。選區設於1974年，1983年被分為南馬樂衛羅、北馬樂衛羅兩個選區。1997年因合併而恢復。
本區自創設以來當區議員皆隸屬工黨，自恢復以來的當區議員為法蘭克·羅伊。他在2010年大選以61.1%選票連任。